# Путь воина (фильм)
«Путь воина» (англ. The Warrior's Way) — боевик режиссёра Ли Сынму. В главных ролях: Кейт Босворт, Джеффри Раш и корейский актёр Чан Дон Гон.

## Сюжет
Великий воин Янг, уничтожая вражеский клан ниндзя, не смог убить последнего их представителя — маленькую девочку, — за что был приговорен к смерти. Янг пускается в бегство и находит убежище в захолустном городке на Диком Западе, жители которого живут в страхе перед бандой безжалостного Полковника. Янгу нельзя обнажать меч, иначе разыскивающие его ниндзя услышат зов убитых мечом душ и смогут разыскать его.

## В ролях
- Чан Дон Гон — Янг
- Кейт Босворт — Линн
- Дэнни Хьюстон — полковник
- Джеффри Раш — Рон
- Бироль Йилдиз — Дух воина
- Тони Кокс —  8-Ball
- Дэвид Остин — One Man Band
- Мэтт Джилландерс — Гейзер
- Ник Сэмпсон — Паг
- Эшли Джонс — Раг

## Критика
Фильм получил в основном негативные отзывы. Он имеет рейтинг одобрения 31% на сайте-агрегаторе обзоров Rotten Tomatoes на основе 42 рецензий со средней оценкой 4,5 из 10.
Как отмечает в своей рецензии Станислав Зельвенский, «Для детского фильма тут, пожалуй, многовато перерезанных сухожилий и Дэнни Хьюстона, для взрослого — bullet time и Джеффри Раша, для любого фильма многовато чёрного карлика, но сказать, что Ли Сынму зря получает зарплату, тоже язык не повернётся. Да и как скажешь дурное про кино, где человека убивают мороженой рыбой».